# Club Winx: L'aventura màgica
Club Winx: L'aventura màgica (títol original en italià: Winx Club 3D - Magica avventura) és una pel·lícula d'animació CGI sobre Winx Club estrenada a Itàlia el 29 d'octubre de l'any 2010, la qual és seqüela de la primera pel·lícula Winx: El secret del regne perdut (2007). Es va estrenar el 18 de novembre del 2011 als cinemes d'Espanya, però només es va doblar originalment al català per a l'edició en DVD el 14 de març de 2012. Posteriorment, es va emetre pel canal Super3 de la CCMA el 9 de febrer del 2019, reemetent-se en diverses ocasions. El títol de l'esborrany projecte, anunciat el 2009, va ser «Winx Club 3D: The Magic Is Back».

## Argument
Aquesta pel·lícula narra esdeveniments que succeeixen durant la quarta temporada (després de l'episodi 13). Alfea celebra el començament d'un nou any escolar en aquesta escola juntament amb Torre de Núvols. El Club Winx, excepte la Bloom, hi és també present per a l'esdeveniment. No obstant això, i per sorpresa, la festa és interrompuda per l'Icy, la Darcy i l'Stormy, les pèrfides Trix. Les cinc Winx presents, sense la Bloom, es veuen obligades a posar fi al desastre creat per les Trix, que després d'haver arruïnat la festa, roben una brúixola poderosa que revela un gran secret màgic, sostreta per la Darcy en el fragor de la batalla.
Mentrestant, la Bloom es troba a Dòmino, vivint els millors moments de la seva nova vida com a princesa amb els seus pares biològics, el rei Oritel i la reina Marion, i amb l'esperit de la seva germana gran Daphne; mirant de recuperar el temps perdut (fent cas a la cronologia de la sèrie, no s'havien vist des de la pel·lícula Winx: El secret del regne perdut). Malauradament, les Tres Antigues Bruixes tornen contra les fades Winx, i per mala sort de la Bloom, l'Erendor, el pare de l'Sky, li prohibeix al seu fill casar-se amb ella a causa d'un fosc secret que es troba al planeta Eraklyon, que per descomptat no li'n diu res. Inconscientment, i després d'assabentar-se de la suposada "plantada" de l'Sky, l'Oritel sotmet la seva filla a una sobreprotecció que agreuja encara més l'apatia de la Bloom.
Mentrestant, amb l'ajut de les Trix, les Antigues Bruixes són capaces de trobar l'arbre de la vida que manté en equilibri l'energia positiva i negativa de la màgia. Amb un encanteri fort i poderós, trenquen aquest equilibri i absorbeixen tota l'energia positiva de la dimensió màgica. L'Sky, per la seva banda i després de travessar disfressat la guàrdia reial (ja que l'Oritel li prohibeix el pas), aconsegueix arribar fins a la Bloom, qui ha rebut la visita de les seves amigues en assabentar-se que l'Sky havia tallat amb ella. Això desemboca en una escapada de les Winx a Gardènia, on s'assabenten del que ha passat amb l'Arbre de la Vida gràcies a una comunicació amb la Faragonda. La Bloom i les seves amigues es troben vulnerables i amb l'ajut dels especialistes hauran de trobar una planta (nascuda del pol·len de l'arbre de la vida) que es troba a Eraklyon.
L'Oritel se sent confós per no saber fer el seu paper de pare, i després de parlar amb la Marion i escoltar les explicacions de l'Erendor sobre la decisió de prohibir el matrimoni, arriba fins a Gardènia amb la seva dona per parlar amb en Mike i la Vanessa, els pares adoptius terrestres de la Bloom. En Mike li explica la seva experiència per intentar tranquil·litzar i corregir l'Oritel, fent que aquest i la seva filla es reconciliïn.
La Bloom, la Flora, l'Stella, la Musa, la Layla i la Tecna van cap a Eraklyon on les esperen el grup d'Especialistes. En una nau voladora es dirigeixen cap a unes ruïnes on suposadament es troba el remei al mal de l'Arbre de la Vida. Malauradament les Antigues Bruixes i les Trix hi arriben per aturar-les i ataquen el grup fins a separar la Bloom i l'Sky de la resta del grup. No obstant això, són ells els qui troben la planta que retornaria l'energia positiva a la dimensió màgica. Tanmateix, les Trix i les fetilleres la destrueixen, però de sobte les Winx senten que recuperen els seus poders i aconsegueixen fer front a les Trix i deixar-les en evidència. Empipades, les Antigues Bruixes posseeixen les Trix i gairebé aconsegueixen guanyar. Inesperadament, la intervenció de l'Oritel i l'Erendor els fa guanyar temps perquè les Winx, amb una superconvergència, les derroten per sempre i tornen l'energia positiva a la dimensió màgica. Finalment, l'Erendor aixeca la prohibició i la Bloom i l'Sky tenen via lliure per casar-se; i l'Oritel per la seva banda s'esforça per ser millor pare amb la Bloom.

## Banda sonora
Winx Club 3D: Magical Adventure (Original Motion Picture Soundtrack) es va publicar l'1 d'octubre de 2010.

### Llista de cançons
| Núm. | Títol                       | Durada |
| ---- | --------------------------- | ------ |
| 1.   | «A Magical World of Wonder» | 2:55   |
| 2.   | «Believix (You're Magical)» | 3:05   |
| 3.   | «Good Girls Bad Girls»      | 2:43   |
| 4.   | «Forever»                   | 3:23   |
| 5.   | «Don't Wake Me Up»          | 4:12   |
| 6.   | «Famous Girls»              | 3:21   |
| 7.   | «Supergirls»                | 3:17   |
| 8.   | «Love Can't Be Denied»      | 3:47   |
| 9.   | «Endlessly»                 | 4:35   |
| 10.  | «Big Boy»                   | 2:53   |
| 11.  | «Love Is a Miracle»         | 10:02  |